# Route nationale 102 (La Réunion)
Pour les articles homonymes, voir Route nationale 102.
La route nationale 102 est un axe routier majeur de l'île de La Réunion, département d'outre-mer français dans le sud-ouest de l'océan Indien. 

## Situation et accès
Elle relie l'echangeur de Gillot de la RN2 situé dans le nord-ouest du territoire de la commune de Sainte-Marie, au littoral nord-est du territoire de sa voisine, Saint-Denis, le chef-lieu. Pour ce faire, elle rejoint d'abord la Rivière des Pluies, qui est la frontière communale. La nationale 102 file ensuite vers le nord-ouest sur le reste de son parcours en desservant d'abord la Technopole de La Réunion, puis en croisant une nouvelle fois la nationale 6 au niveau du giratoire CERF et enfin en traversant le quartier dionysien du Chaudron. Au terme de son tracé, elle rejoint à nouveau la route nationale 2, dans laquelle elle se fond sur le front de mer de Saint-Denis.

## Historique
Durant la traversée du quartier du Chaudron elle prend le nom de boulevard du Chaudron.

## Bâtiments remarquables et lieux de mémoire
Plusieurs organismes ont leur siège le long de la route, notamment Orange Réunion au 35 boulevard du Chaudron, le Centre météorologique régional spécialisé cyclones de La Réunion au 50 de cette même voie  et le Journal de l'île de La Réunion au 62.